# Gran Premio d'Australia 2018
Il Gran Premio d'Australia 2018 è stata la prima prova della stagione 2018 del Campionato mondiale di Formula 1. La corsa, disputata domenica 25 marzo 2018 sul circuito di Albert Park a Melbourne, è stata vinta dal tedesco Sebastian Vettel su Ferrari, al suo quarantottesimo successo nel mondiale. Vettel ha preceduto sul traguardo il britannico Lewis Hamilton su Mercedes ed il suo compagno di squadra, il finlandese Kimi Räikkönen.
Per Vettel si tratta del centesimo podio in una gara valida per il mondiale di F1. La gara segna l'esordio in Formula 1 per il pilota russo Sergej Sirotkin e per il monegasco Charles Leclerc.

## Vigilia

### Aspetti tecnici
La scuderia elvetica Sauber nel corso del 2017 aveva annunciato che dal 2018 avrebbe adottato i propulsori della Honda, in luogo dei Ferrari. Tuttavia Sauber e Honda non hanno trovato l'accordo definitivo per la fornitura. Pertanto la Sauber continuerà così a utilizzare i motori della Ferrari, ma dal 2018 potrà fare affidamento all'ultima evoluzione e non ai motori dell'anno precedente, come è accaduto nel 2017. A novembre 2017 si è stabilita una collaborazione tra la Sauber e l'Alfa Romeo: la casa italiana diventa sponsor principale della scuderia elvetica, anche se non fornirà motori alla scuderia.
La McLaren decide di interrompere il rapporto di collaborazione col motorista Honda. Al posto del motorista giapponese, la scuderia britannica ha trovato un accordo triennale con la Renault, che mai aveva motorizzato la McLaren. Così la casa nipponica passa a motorizzare da quest'anno la Scuderia Toro Rosso, che nella stagione 2017 è stata spinta proprio dalla power unit della Renault. L'accordo è triennale.
Viene introdotto, sulle monoposto, il già conosciuto sistema Halo come prevenzione contro incidenti ai danni dei piloti; alle varie scuderie è permesso, in minima parte, variare il profilo della roll-bar per influenzare l'aerodinamica delle vetture. Nel corso della passata stagione venne testato, in vista della futura applicazione di uno dei due nel 2018, un ulteriore sistema di sicurezza: lo Shield, un cupolino-parabrezza protettivo. Provato da Sebastian Vettel durante le prove libere del Gran Premio di Gran Bretagna 2017, venne seccamente stroncato poiché influiva pesantemente sulla visione dei piloti, venendo di conseguenza subito accantonato. A causa dell'introduzione dell’Halo, il peso minimo delle vetture viene aumentato da 728 a 734 kg. A causa di problemi di visibilità, dovuti alla presenza dell’Halo, i piloti chiedono lo spostamento dei semafori posti sulla linea di partenza. Agli stessi piloti la FIA concede di provare la partenza, con il nuovo posizionamento dei semafori, nel corso delle prove libere.

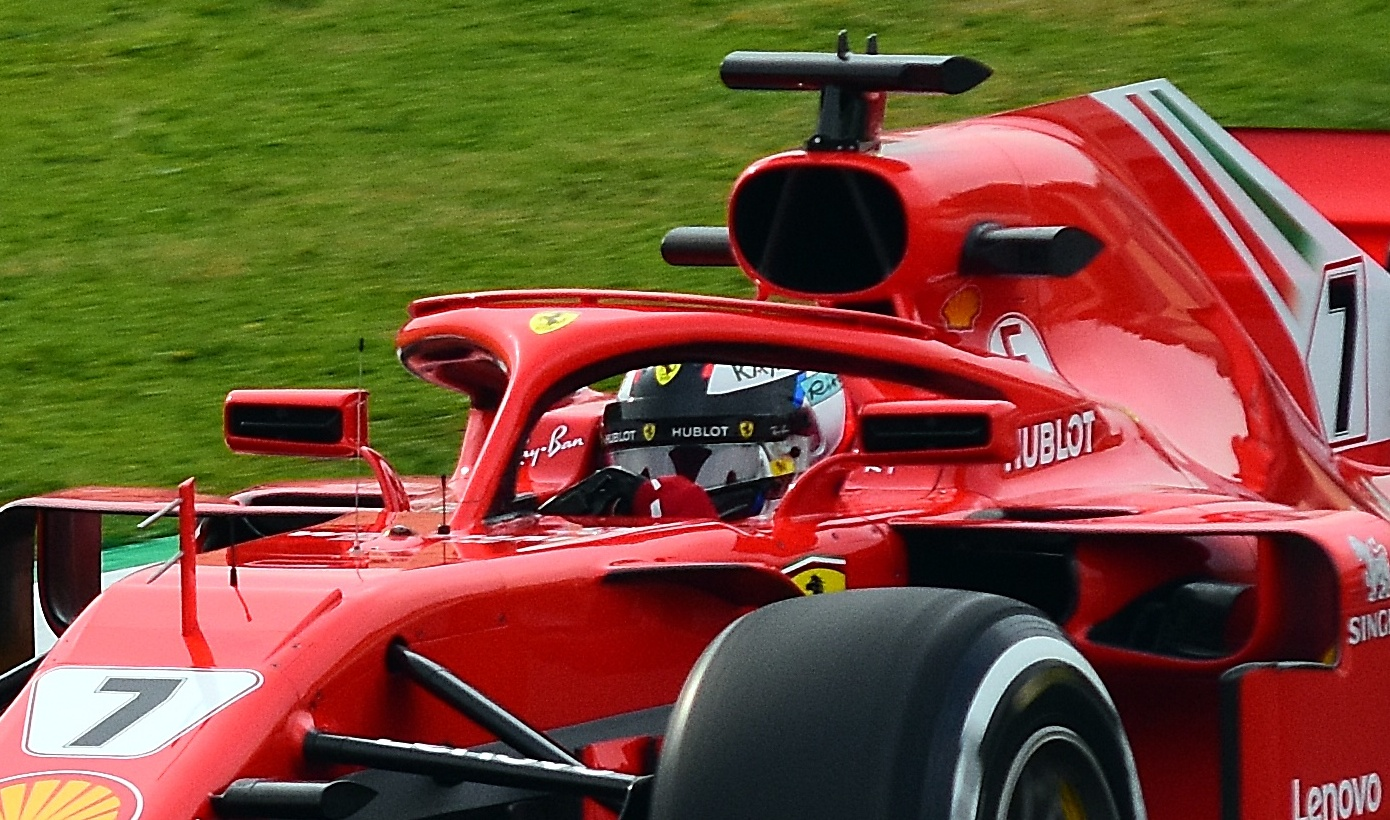
Da questa stagione viene introdotto lHalo, il sistema di protezione della testa del pilota.

La FIA introduce una nuova zona in cui si può attivare il Drag Reduction System: oltre il rettilineo d'arrivo e il tratto di pista tra le curve Jones e Whiteford (curve 2 e 3) - con punto per la determinazione del distacco tra i piloti fissato prima della curva 14 - anche il tratto tra la curva 12 e la 13. In questo caso il punto per la determinazione del distacco fra piloti è posto prima della curva 11.
La Pirelli, fornitrice unica degli pneumatici, porta, per questa gara, mescole di tipo Ultrasoft, Supersoft e Soft.

### Aspetti sportivi
La scuderia Force India aveva deciso di modificare la sua denominazione in Force One, a partire dalla stagione 2018. Il team avrebbe dovuto anche correre con licenza britannica; il cambiamento non è stato però ratificato, in quanto Force One sarebbe troppo simile a Formula One, ovvero il nome della competizione. Nonostante Otmar Szafnauer, direttore sportivo della scuderia, avesse confermato il prosieguo delle procedure per un nuovo nome, questo non è stato presentato assieme alla nuova vettura, come pronosticato, ed il team indiano è rimasto iscritto con il proprio nome tradizionale. Secondo le parole dello stesso Szafnauer, il cambio di denominazione potrebbe essere invece rimandato al 2019.
La Mercedes, la Ferrari, la Red Bull, la Force India, la Renault,  la Haas e la McLaren, riconfermano i loro piloti.
La Toro Rosso conferma Pierre Gasly e Brendon Hartley come piloti ufficiali in seguito all'esordio nell'anno precedente a stagione in corso.
La Sauber il 2 dicembre 2017 ha ufficializzato, per bocca di Sergio Marchionne, CEO di FCA, la line-up dei piloti titolari, ovvero Charles Leclerc, esordiente in F1 e vincitore della FIA Formula 2 nel 2017, e Marcus Ericsson, alla sua quarta stagione con il team. Leclerc correrà con il numero 16, che non si vedeva in una gara di F1 dal Gran Premio del Brasile 2013, usato dall'allora pilota della Williams, Pastor Maldonado. Leclerc è il primo pilota monegasco a correre in F1 dal 1994, quando Olivier Beretta disputò nove gare. L'ex pilota della Sauber, Pascal Wehrlein, resta collaudatore della Mercedes.
La Williams annuncia il 16 gennaio l'ingaggio del pilota russo Sergej Sirotkin che, insieme a Lance Stroll, forma la coppia di piloti più giovane del circus; Sirotkin è un esordiente che finora ha partecipato, per sette volte, alle prove libere del venerdì, prima con la Sauber nel 2014, poi con la Renault tra il 2016 e il 2017. Il russo ha scelto, quale numero di gara, il 35. Tale numero manca in una gara di F1 dal Gran Premio di San Marino 1991, utilizzato dall'allora pilota del Modena Team, Eric van de Poele.
Da questo gran premio Liberty Media, la società proprietaria della F1, ha deciso di abolire le ombrelline, ovvero le ragazze che reggevano i numeri coi piloti sulla griglia di partenza, per lasciare il posto ai grid kids, ovvero giovani ragazzi, coinvolti in sport motoristici.
L'ex pilota di F1 Emanuele Pirro è nominato quale commissario aggiunto per la gara. L'italiano ha svolto in passato, in diverse occasioni, tale funzione, l'ultima al Gran Premio di Abu Dhabi 2017. Pirro era stato indicato quale commissario anche per l'edizione 2014.

## Prove

### Resoconto
Le due Mercedes sono state le vetture più rapide nella prima sessione di prove del venerdì. Lewis Hamilton ha preceduto di circa mezzo secondo Valtteri Bottas, a sua volta di due decimi più rapido di Max Verstappen. Il tempo ottenuto dal campione del mondo è di poco migliore rispetto al miglior tempo ottenuto nella prima sessione dell'edizione 2017, pur disponendo i piloti di una mescola più morbida, come la Ultrasoft. Al quarto posto si è classificato Kimi Räikkönen, staccato di 8 decimi dal primo, ma avendo utilizzato gomme Soft. L'altro ferrarista, Sebastian Vettel, quinto, è stato il più veloce però tra quelli che hanno testato anche la gomma Supersoft. Fernando Alonso ha accusato dei problemi di surriscaldamento, dovuto a un guasto agli scarichi.
Lewis Hamilton si è confermato come il pilota più rapido, anche nella seconda sessione del venerdì. Il britannico ha preceduto Max Verstappen di un decimo e Valtteri Bottas di due. Il tempo di Hamilton è lontano da quello dello scorso anno, ma ciò è dovuto al caldo della pista, che non consente di utilizzare per più giri la gomma. Bottas è stato protagonista di un'escursione di pista, dovuta a un fraintendimento con Kimi Räikkönen. La sessione è stata anche interrotta quando un pezzo di erba sintetica è finito sul tracciato. Dopo la sessione Räikkönen è stato sottoposto a indagine da parte dei commissari, che però non hanno deciso per delle sanzioni. Daniel Ricciardo è stato invece penalizzato di tre posizioni sulla griglia di partenza e di due punti sulla Superlicenza per non aver rallentato a sufficienza, al momento dell'esposizione della bandiera rossa.
La terza sessione inizia con pista bagnata, con la pioggia che cessa poco prima dell'inizio della sessione stessa. Nella prima fase Max Verstappen è il più veloce con gomme da bagnato, in 1'35"548. Lo stesso pilota della Red Bull Racing era stato il più rapido nella fase successiva della sessione, quando i piloti hanno potuto affrontare la pista con gomme da bagnato intermedio, con 1'31"680. Solo negli ultimi istanti della sessione solo tre piloti hanno potuto montare gomme da asciutto. Ciò ha portato in vetta Sebastian Vettel, seguito dal suo compagno di team, Kimi Räikkönen. Al terzo posto ha chiuso Marcus Ericsson della Sauber. Alonso, che aveva chiesto di poter effettuare un tentativo con le gomme slick, non ha poi trovato lo spazio per provarle. Lance Stroll, della Williams, ha preso la pista solo nell'ultimo quarto d'ora, per la necessità del team di sostituire il cambio, mentre le due Force India non hanno fatto segnare tempi cronometrati.

### Risultati
Nella prima sessione del venerdì si è avuta questa situazione:
| Pos | Nº | Pilota          | Costruttore           | Tempo    | Gap    | Giri |
| --- | -- | --------------- | --------------------- | -------- | ------ | ---- |
| 1   | 44 | Lewis Hamilton  | Mercedes              | 1'24"026 |        | 27   |
| 2   | 77 | Valtteri Bottas | Mercedes              | 1'24"577 | +0"551 | 29   |
| 3   | 1  | Max Verstappen  | Red Bull Racing-Honda | 1'24"771 | +0"745 | 26   |

Nella seconda sessione del venerdì si è avuta questa situazione:
| Pos | Nº | Pilota          | Costruttore           | Tempo    | Gap    | Giri |
| --- | -- | --------------- | --------------------- | -------- | ------ | ---- |
| 1   | 44 | Lewis Hamilton  | Mercedes              | 1'23"931 |        | 35   |
| 2   | 1  | Max Verstappen  | Red Bull Racing-Honda | 1'24"058 | +0"127 | 34   |
| 3   | 77 | Valtteri Bottas | Mercedes              | 1'24"159 | +0"228 | 34   |

Nella sessione del sabato si è avuta questa situazione:
| Pos | Nº | Pilota           | Costruttore        | Tempo    | Gap    | Giri |
| --- | -- | ---------------- | ------------------ | -------- | ------ | ---- |
| 1   | 5  | Sebastian Vettel | Ferrari            | 1'26"067 |        | 15   |
| 2   | 16 | Kimi Räikkönen   | Ferrari            | 1'28"499 | +2"432 | 13   |
| 3   | 7  | Marcus Ericsson  | Alfa Romeo-Ferrari | 1'28"890 | +2"823 | 14   |

## Qualifiche

### Resoconto
Il tempo è incerto, ma senza pioggia, all'inizio delle qualificazioni. Kimi Räikkönen è il primo dei piloti delle migliori scuderie a far segnare un tempo valido in Q1. Il tempo del finlandese non viene battuto da Vettel, e nemmeno dalle due Mercedes. Räikkönen riesce ad abbassare ancora il tempo, prima che le due Red Bull Racing conquistino il secondo e terzo posto della graduatoria.
Al terzo tentativo Lewis Hamilton si pone al comando, dinnanzi alle due Ferrari e le due Red Bull. Romain Grosjean scala sesto. La pista si migliora rapidamente, e ciò comporta una stretta lotta per l'ottenimento di un tempo sufficiente per l'accesso alla seconda fase. Vengono eliminati i due piloti della Sauber, i due della Toro Rosso e Sergej Sirotkin.
La situazione meteorologica sembra peggiorare, e i piloti, per evitare la pioggia, decidono di cercare subito il tempo, tanto che Hamilton fa segnare il nuovo record del tracciato. La classifica è ancora dominata dai piloti di Mercedes, Ferrari e Red Bull, racchiusi in otto decimi. Le due vetture angloaustriache differenziano la loro strategia, rispetto agli avversari diretti, optando per gomme Supersoft, che sarà la mescola con cui partiranno in gara. Proprio nell'ultimo tentativo Vettel strappa il miglior tempo a Hamilton. Sono competitive le due Haas, subito alle spalle dei tre team più veloci. Al termine della sessione sono eliminati i piloti di McLaren, Force India e Lance Stroll.
L'inizio della fase decisiva vede l'incidente di Valtteri Bottas alla prima curva. La vettura è grandemente danneggiata, ma il pilota è incolume. La sessione viene interrotta per circa dieci minuti. Alla ripresa Lewis Hamilton si pone al comando, ma i tempi di Ferrari e Red Bull sono prossimi a quelli del campione del mondo, raccolti in pochi decimi. Romain Grosjean, all'uscita dai box, decide di sorpassare Carlos Sainz Jr. nella corsia di accelerazione, sfiorando così la collisione.
Lewis Hamilton si migliora ancora, ponendo un gap di sette decimi rispetto al tempo di Räikkönen, che parte con lui in prima fila. La seconda fila è conquistata da Vettel e Verstappen. Per Hamilton è la settantatreesima pole position, la settima conquistata a Melbourne. Il britannico conquista una pole position per la dodicesima stagione di fila. Valtteri Bottas, a causa della sostituzione del cambio, resasi necessaria dopo l'incidente in Q3, è penalizzato di cinque posizioni in griglia di partenza. Col quinto e sesto posto in griglia, la Haas ottiene il suo miglior risultato, in qualifica, in F1.

### Risultati
Nella sessione di qualifica si è avuta questa situazione:
| Pos                         | Nº | Pilota            | Costruttore               | Q1       | Q2       | Q3          | Griglia |
| --------------------------- | -- | ----------------- | ------------------------- | -------- | -------- | ----------- | ------- |
| 1                           | 44 | Lewis Hamilton    | Mercedes                  | 1'22"824 | 1'22"051 | 1'21"164    | 1       |
| 2                           | 7  | Kimi Räikkönen    | Ferrari                   | 1'23"096 | 1'22"507 | 1'21"828    | 2       |
| 3                           | 5  | Sebastian Vettel  | Ferrari                   | 1'23"348 | 1'21"944 | 1'21"838    | 3       |
| 4                           | 33 | Max Verstappen    | Red Bull Racing-TAG Heuer | 1'23"483 | 1'22"416 | 1'21"879    | 4       |
| 5                           | 3  | Daniel Ricciardo  | Red Bull Racing-TAG Heuer | 1'23"494 | 1'22"897 | 1'22"152    | 8       |
| 6                           | 20 | Kevin Magnussen   | Haas-Ferrari              | 1'23"909 | 1'23"300 | 1'23"187    | 5       |
| 7                           | 8  | Romain Grosjean   | Haas-Ferrari              | 1'23"671 | 1'23"468 | 1'23"339    | 6       |
| 8                           | 27 | Nico Hülkenberg   | Renault                   | 1'23"782 | 1'23"544 | 1'23"532    | 7       |
| 9                           | 55 | Carlos Sainz Jr.  | Renault                   | 1'23"529 | 1'23"061 | 1'23"577    | 9       |
| 10                          | 77 | Valtteri Bottas   | Mercedes                  | 1'23"686 | 1'22"089 | senza tempo | 15      |
| 11                          | 14 | Fernando Alonso   | McLaren-Renault           | 1'23"597 | 1'23"692 | N.D.        | 10      |
| 12                          | 2  | Stoffel Vandoorne | McLaren-Renault           | 1'24"073 | 1'23"853 | N.D.        | 11      |
| 13                          | 11 | Sergio Pérez      | Force India-Mercedes      | 1'24"344 | 1'24"005 | N.D.        | 12      |
| 14                          | 18 | Lance Stroll      | Williams-Mercedes         | 1'24"464 | 1'24"230 | N.D.        | 13      |
| 15                          | 31 | Esteban Ocon      | Force India-Mercedes      | 1'24"503 | 1'24"786 | N.D.        | 14      |
| 16                          | 28 | Brendon Hartley   | Scuderia Toro Rosso-Honda | 1'24"532 | N.D.     | N.D.        | 16      |
| 17                          | 9  | Marcus Ericsson   | Sauber-Ferrari            | 1'24"556 | N.D.     | N.D.        | 17      |
| 18                          | 16 | Charles Leclerc   | Sauber-Ferrari            | 1'24"636 | N.D.     | N.D.        | 18      |
| 19                          | 35 | Sergej Sirotkin   | Williams-Mercedes         | 1'24"922 | N.D.     | N.D.        | 19      |
| 20                          | 10 | Pierre Gasly      | Scuderia Toro Rosso-Honda | 1'25"295 | N.D.     | N.D.        | 20      |
| Tempo limite 107%: 1'28"621 |    |                   |                           |          |          |             |         |

In grassetto sono indicate le migliori prestazioni in Q1, Q2 e Q3.

## Gara

### Resoconto
Al via Lewis Hamilton resiste a Kimi Räikkönen, mantenendo la testa della gara. Terzo è Sebastian Vettel, mentre Max Verstappen cede la quarta posizione a Kevin Magnussen. Seguono Romain Grosjean, Nico Hülkenberg, Daniel Ricciardo e Carlos Sainz Jr.. Tutti optano per gomme Ultrasoft, ad eccezione di Red Bull, Williams e Sauber, che optano per le Supersoft.
Al quinto giro Ricciardo sorprende Hülkenberg, cogliendo il settimo posto. Al nono passaggio Verstappen va in testacoda alla prima curva; l'olandese riprende la gara, ma cede tre posizioni. La classifica resta invariata, almeno nelle posizioni di testa, fino al giro 18, quando Räikkönen, che stava mettendo pressione a Hamilton, effettua il cambio gomme. Il britannico effettua la sosta il giro dopo; Vettel si trova così al comando. Max Verstappen sceglie il giro 21 per la sosta, mentre Sainz va lungo, e viene passato da Alonso. Subito dopo il pilota della Renault va ai box. Un giro dopo è il turno di Magnussen ma, a causa di un errore ai box, viene mal fissata la gomma posteriore sinistra. Il danese è costretto al ritiro.
Al giro 24, alla sosta dell'altro pilota della Haas, Romain Grosjean, succede nuovamente un problema col fissaggio di una ruota. Il francese si ferma lungo la pista. La direzione di gara decide per il regime di Virtual Safety Car. Ne approfitta Vettel che va al suo cambio gomme, e riesce a rientrare in pista poco prima che sopraggiunga Hamilton. Il tedesco si trova così in testa alla gara, a parità di soste, col britannico. La direzione di gara decide infine per l'entrata in pista della Safety Car vera e propria. Verstappen cede una posizione ad Alonso, dopo aver passato in regime di Virtual Safety Car.
La gara riprende con Vettel primo, davanti a Hamilton, Räikkönen, Ricciardo, Alonso, Verstappen, Hülkenberg e Vandoorne. Verstappen, che nel testacoda ha rovinato il fondo della vettura, fa fatica a tenere il ritmo dei primi. Nei giri successivi Lewis Hamilton tenta di avvicinarsi a Vettel, mentre Kimi Räikkönen deve difendere la terza posizione da Ricciardo. Vettel e Hamilton sono distanti meno di un secondo, col tedesco che però riesce a rispondere agli ottimi tempi fatti segnare dall'inglese.
Hamilton commette un piccolo errore nel finale di gara, dando così maggior respiro a Vettel. Sainz comunica invece di aver dei problemi fisici. Negli ultimissimi giri, a causa di problemi alle gomme posteriori, Hamilton perde terreno e viene avvicinato da Kimi Räikkönen.
Sebastian Vettel vince così per la quarantottesima volta in carriera in F1, cogliendo anche il suo centesimo podio.

### Risultati
I risultati del Gran Premio sono i seguenti:
| Pos | Nº | Pilota            | Costruttore               | Giri | Tempo/Ritiro | Griglia | Punti |
| --- | -- | ----------------- | ------------------------- | ---- | ------------ | ------- | ----- |
| 1   | 5  | Sebastian Vettel  | Ferrari                   | 58   | 1h29'33"283  | 3       | 25    |
| 2   | 44 | Lewis Hamilton    | Mercedes                  | 58   | +5"036       | 1       | 18    |
| 3   | 7  | Kimi Räikkönen    | Ferrari                   | 58   | +6"309       | 2       | 15    |
| 4   | 3  | Daniel Ricciardo  | Red Bull Racing-TAG Heuer | 58   | +7"069       | 8       | 12    |
| 5   | 14 | Fernando Alonso   | McLaren-Renault           | 58   | +27"886      | 10      | 10    |
| 6   | 33 | Max Verstappen    | Red Bull Racing-TAG Heuer | 58   | +28"945      | 4       | 8     |
| 7   | 27 | Nico Hülkenberg   | Renault                   | 58   | +32"671      | 7       | 6     |
| 8   | 77 | Valtteri Bottas   | Mercedes                  | 58   | +34"339      | 15      | 4     |
| 9   | 2  | Stoffel Vandoorne | McLaren-Renault           | 58   | +34"921      | 11      | 2     |
| 10  | 55 | Carlos Sainz Jr.  | Renault                   | 58   | +45"722      | 9       | 1     |
| 11  | 11 | Sergio Pérez      | Force India-Mercedes      | 58   | +46"817      | 12      |       |
| 12  | 31 | Esteban Ocon      | Force India-Mercedes      | 58   | +1'00"278    | 14      |       |
| 13  | 16 | Charles Leclerc   | Sauber-Ferrari            | 58   | +1'15"759    | 18      |       |
| 14  | 18 | Lance Stroll      | Williams-Mercedes         | 58   | +1'18"288    | 13      |       |
| 15  | 28 | Brendon Hartley   | Scuderia Toro Rosso-Honda | 57   | +1 giro      | 16      |       |
| Rit | 8  | Romain Grosjean   | Haas-Ferrari              | 24   | Ruota        | 6       |       |
| Rit | 20 | Kevin Magnussen   | Haas-Ferrari              | 22   | Ruota        | 5       |       |
| Rit | 10 | Pierre Gasly      | Scuderia Toro Rosso-Honda | 13   | Motore       | 20      |       |
| Rit | 9  | Marcus Ericsson   | Sauber-Ferrari            | 5    | Sterzo       | 17      |       |
| Rit | 35 | Sergej Sirotkin   | Williams-Mercedes         | 4    | Freni        | 19      |       |

## Classifiche mondiali

### Piloti
| Pos | Pilota            | Punti |
| --- | ----------------- | ----- |
| 1   | Sebastian Vettel  | 25    |
| 2   | Lewis Hamilton    | 18    |
| 3   | Kimi Räikkönen    | 15    |
| 4   | Daniel Ricciardo  | 12    |
| 5   | Fernando Alonso   | 10    |
| 6   | Max Verstappen    | 8     |
| 7   | Nico Hülkenberg   | 6     |
| 8   | Valtteri Bottas   | 4     |
| 9   | Stoffel Vandoorne | 2     |
| 10  | Carlos Sainz Jr.  | 1     |

### Costruttori
| Pos | Costruttore               | Punti |
| --- | ------------------------- | ----- |
| 1   | Ferrari                   | 40    |
| 2   | Mercedes                  | 22    |
| 3   | Red Bull Racing-TAG Heuer | 20    |
| 4   | McLaren-Renault           | 12    |
| 5   | Renault                   | 7     |

## Decisioni della FIA
Al termine della gara, la FIA multa di 10 000 euro la Haas per aver rimandato in pista entrambi i suoi piloti senza che le gomme fossero correttamente fissate alla vettura.